# قوبيوناويات
القوبيوناويات (الاسم العلمي: Gobioidei) هي رتيبة من الأسماك تتبع رتبة قوبيونيات الشكل من طائفة شعاعيات الزعانف.

## فصائل
- القوبيونية